# Re1ikt
Relikt (произносится как «Реликт» (рус.) или «Рэлікт» (бел.)) — белорусская группа, играющая в стилях арт-рок, фолк-рок, альтернативный рок, пост-рок, пионеры белорусскоязычного пост-метала.

## История

### 1999—2004
Группа приступила к первым репетициям в Светлогорске. Стиль группы можно было определить как гранж и альтернативный рок. Из участников первого состава остался только барабанщик Александр Демиденко.

### 2005—2008
Первый стабильный состав собирается к 2005 году: Александр Демиденко (ударные), Денис Иванощук (бас-гитара), Владимир Козлов (вокал), Егор Любичев (гитара), Вадим Шакин (гитара). Группа меняет название на Re1ikt. В 2006 году выходит первый альбом «Единиц’es». В этот период несколько участников Re1ikt переезжают в Гомель. Здесь проходит запись второго студийного альбома «Клиника».
Re1ikt принимают участие в «Адборышчы-2006» и в конкурсе Global Battle of the Bands — 2007, где попали в 6-ку лучших и были приглашены на запись телевизионной Новогодней ночи и выступили на одной сцене с Агата Кристи и Zdob şi Zdub.
У группы появился клипы на композиции «16» (D.I.Y. видео) и «Последняя хирургия» (снят белорусским режиссёром Анатолием Вечером в рамках проекта «PROдвижение»).
В 2008 году группу покидают Денис Иванощук и Вадим Шакин.
Re1ikt периодически выступают втроем или с сессионными музыкантами, в коллективе появляются новые постоянные участники (большое количество концертов было сыграно с мультиинструменталистом Денисом Голиным). В декабре 2008 года в минском клубе «Граффити» проходят съемки акустического концерта, в феврале 2009 года группа самостоятельно издает запись выступления на DVD «Акустическая Терапия».

### 2009 - 2019
Альбом «Клиника» вышел на лейбле Go-Records в мае 2009 года. Работа была выдержана в стилях альтернативный рок, гранж, хард-рок.
Летом этого же года музыканты в Гомеле втроем записывают материал для нового альбома «Рэкі прабілі лёд».
В августе 2009 года Re1ikt выступают в украинском городе Чернигов на фестивале Be Free, где хэдлайнерами были Ляпис Трубецкой и Воплі Відоплясова.
Осенью 2009 года Re1ikt переезжают в Минск. В октябре группа с акустической программой выигрывает гран-при фестиваля «Бардовская Осень», который проходил в польском городе Бельск-Подляски.
На одном из квартирников была сделана аудиозапись выступления, материал которой стал основой для релиза «Home Songs».
Песни Re1ikt попадают на компиляции «Budzma The Best Rock / Budzma The Best Rock/New», «Гранж: BY», «Беларускі Глобус», «Центр Тяжести-3» и др.
Весной 2010 года группа начинает сотрудничество с ассоциацией некоммерческих организаций по противодействию эпидемии ВИЧ/СПИДа «БелСеть антиСПИД».
Летом 2010 года Re1ikt получает приз зрительских симпатий на конкурсе «Купалаўскія вакацыі», выступает на фестивале «Басовище» в Польше на одной сцене с группами Ляпис Трубецкой, Троица и другими известными белорусскими музыкальными коллективами.
Осенью 2010 года Re1ikt выступает на «Ночи Музеев» в Минске, самостоятельно издает мини-альбом «Vytoki» и снова едет на фестиваль «Бардовская Осень», но уже в качестве гостя.
В декабре 2010 года коллектив принимает участие в серии концертов «Больше ни звука», которые были организованы ООН в крупных городах Беларуси в поддержку кампании против домашнего насилия.
В начале 2011 года формируется следующий состав: Александр Демиденко (ударные), Владимир Козлов (вокал), Егор Любичев (гитара), Виталий Макшун (гитара), Дмитрий Наркевич (бас-гитара).
В июне и октябре Re1ikt дали концерты в трех городах Польши. Также в октябре S-Studio (Москва) создает amv-клип на песню Re1ikt «Брудная Дзяўчына», который занимает 4-е место на всероссийском фестивале аниме и манги «Animau-2011: Sweet vs Punk».
Летом музыканты заканчивают работу над альбомом «Рэкі прабілі лёд», и он выходит в октябре 2011 года на белорусском лейбле Vigma при поддержке БМАgroup. Презентация диска состоялась на большом сольном концерте в минском клубе Re:Public 30 октября. Альбом стал первой белорусскоязычной работой в стиле пост-метал. Релиз получил большое количество положительных отзывов от музыкальных критиков из разных стран, были отмечено удачное добавление стиля прогрессивный рок и фолк-музыки. По итогам 2011 года диск занял 13-е место по продажам белорусских релизов лейбла Vigma.
В поддержку альбома «Рэкі прабілі лёд» были сняты видеоклипы на песни «Рэкі пад ільдом» и «Тры хвіліны».
В ноябре 2011 года из группы уходит вокалист Владимир Козлов. Re1ikt начинает поиски нового фронтмена, а также работу над новым альбомом сайд-проекта Re123+<.
Летом 2012 года Re1ikt выступают с сессионным вокалистом Сергеем Долгушевым (Vuraj, Fratrez) на фестивалях Halfway Festival (Белосток, Польша) и «Наш Грюнвальд» (Дудутки, Беларусь).
В июле 2012 года в состав группы возвращается Владимир Козлов.
Re1ikt выступает на фестивалях «Tautų mugė 2012» (Вильнюс), «Камяніца 2012» (Озерцо), «Бардовская осень 2012» (Бельск-Подляски, Гродек), «Калядны фэст 2012» (Минск). С сентября по декабрь группа дает большое количество концертов по Беларуси в рамках «Budzma-тур», совмещая его с этнографической экспедицией, участвует в благотворительном концерте по выкупу для Музея истории Могилева книги К. Семеновича «Вялікае мастацтва артылерыі». Коллектив написал новую версию белорусской народной песни «Ой, шчодзір» и исполнил её вместе с Юрием Выдронкам на большом концерте группы «Юрья» в КЗ «Минск».
20 октября Re1ikt выступают на фестивале «Camera!Ta» в Подляшской Опере и Филармонии (Белосток) в рамках проекта «Тузін. Немаўля» с озвучкой немого белорусского фильма «В огне рожденная» (1927 г.) режиссёра В. Корша. Белорусская премьера состоялась в Минске в клубе Loft 22 ноября.
По итогам 2012 года альбом Re1ikt «Рэкі прабілі лёд» стал бестселлером среди белорусских релизов лейбла Vigma.
2 февраля 2013 года группа выступила на церемонии вручения наград от Еврорадио «Даём рады» и получила премию «Надежда 2013». Весной Re1ikt дают серию концертов в городах Беларуси, принимают участие в «Ночи Музеев».
27 июля 2013 года коллектив одерживает победу в конкурсной программе фестиваля Rockowisko (Польша), а также получает приз зрительских симпатий. В этот период Re1ikt выступают на фестивалях Басовище, Jesien Bardow (оба — Польша), Re$publica (Украина), Metal Crowd, «Вольнае паветра», «Рок па вакацыях» (все — Беларусь).
3 ноября 2013 года в рамках международного кинофестиваля «Листопад» в кинотеатре «Победа» в Минске прошел показ с живой озвучкой фильмов проекта «Тузін. Немаўля». В декабре 2013 года был издан и презентован серией концертов в Польше тройной DVD проекта.
12 декабря 2013 года портал Tuzin.fm вручил группе Re1ikt премию «Герои года — 2013».
В феврале на Studio-X в польском городе Ольштын группа записала новый альбом «Лекавыя травы».
29 августа 2015 года выступили хэдлайнерами первого фестиваля уличной музыки «Место под солнцем» в городе Минске.
В октябре 2015 Re1ikt выпускают четвертый студийный альбом «Лекавыя травы». В декабре состоялась его большая презентация в клубе Re:Public (Минск).
В 2016 году группа удостаивается ряда музыкальных наград: «Альбом года» — фестиваль «Даём рады» (от Euroradio.fm, Беларусь), «Лучший рок-альбом», «Приз народных экспертов», «Приз штатных экспертов» — Experty.by (Беларусь), «Артист года», «Альбом года» — премия Rock Profi» (Беларусь).
В апреле 2016 Re1ikt записывают и презентуют официальный гимн ФК «Крумкачы» (Минск).
В октябре 2016 группа выпускает новый альбом «Kufar». Сбор средств на его издание успешно прошел на краудфандинговой платформе «Талака».
В феврале 2017 Re1ikt принимают участие в музыкальном проекте «Песні матчыны з Вушаччыны» — сборнике переосмысленных современными исполнителями народных песен с малой родины народного поэта Беларуси Рыгора Бородулина, которые ему пела в детстве мама. Также у группы выходит клип на песню «Дробненькі Дожджык», включенную в этот сборник.

### 2019 - настоящее время
В октябре 2019 Re1ikt меняет название на Relikt и выпускает новый альбом "Дрэва жыцця".
В декабре 2019 Relikt выпускает альбом Braslavy Unplugged.

## Дискография

### Студийные альбомы
- 2006 — Единиц'es
- 2009 — Клиника
- 2011 — Reki prabili liod (Рэкі прабілі лёд)
- 2015 — Liekavyja Travy (Лекавыя травы)
- 2016 — Kufar (Куфар)
- 2019 — Дрэва жыцця
- 2019 — Braslavy Unplugged

### Мини-альбомы, сборники и бутлеги
- 2007 — Live on GBOB’07 (бутлег)
- 2009 — Центр Тяжести-3 (сборник)
- 2009 — Home Songs (бутлег)
- 2009 — Budzma The Best Rock / Budzma The Best Rock/New (сборник)
- 2010 — Vytoki (мини-альбом)
- 2011 — Гранж:BY (сборник)
- 2011 — Беларускі Глобус (сборник)

## Видеография
- 2007 — 16 (клип)
- 2008 — Последняя Хирургия (клип)
- 2009 — Акустическая Терапия (live-DVD)
- 2011 — Тры хвіліны (клип)
- 2011 — Рэкі пад ільдом (клип)
- 2012 — Крыгаход (live-DVD)
- 2013 — Чаго ты, Лося... (клип)
- 2013 — Тузін.Немаўля (DVD)
- 2016 — Зрушаны свет (клип)
- 2016 — Хадзіла Галота… (фан-клип)
- 2017 — Дробненькі дожджык (клип)
- 2017 — Belsat Music Live[бел.] (tv-live)
- 2017 — Пра чорныя вочы (клип)